# Chicão (labdarúgó, 1940)
Chicão, született Francisco Amancio dos Santos (Rio de Janeiro, 1940. február 21. – Rio de Janeiro, 1968. augusztus 18.) brazil labdarúgó, hátvéd.

## Pályafutása
1960–61-ben a Botafogo SP labdarúgója volt. 1961 és 1965 között a spanyol Valencia játékosa volt, ahol tagja volt 1961–62-es idényben és az 1962–63-as idényben VVK-győztes csapatnak. 1965–66-ban a spanyol Levante együttesében fejezte be az aktív játékot.

## Halála
1968. augusztus 18-án egy Rio de Janeiró-i benzinkúton vitába keveredett egy alkalmazottal, aki pisztolyt rántott és háromszor lőtt a játékosra, aki azonnal meghalt.

## Sikerei, díjai
Valencia CF
- Vásárvárosok kupája (VVK)
  - győztes (2): 1961–62, 1962–63
  - döntős: 1963–64